# Les Charmes de l'été
Les Charmes de l'été est un feuilleton télévisé français en cinq épisodes de 52 minutes, réalisé par Robert Mazoyer, et diffusé pour la première fois le 15 février 1975 sur Antenne 2. Il a été rediffusé en 1983.

## Synopsis
Un adolescent, Jean-Philippe, passe les vacances d'été avec son père dans une belle propriété. Il remarque à plusieurs reprises une mystérieuse dame en blanc qui se promène aux abords de la maison. Il tombe sous le charme de la belle inconnue. Mais qui est-elle ?

## Fiche technique
- Titre français : Les Charmes de l'été
- Réalisateur : Robert Mazoyer
- Scénaristes : Christine Carrel ; Jean Patrick
- Photographie :
- Musique : Jacques Loussier
- Sociétés de production : Antenne 2, Telfrance
- Genre : Romance
- Pays d'origine : France
- Langue : français
- Nombre d'épisodes : 5 (1 saison)
- Durée : 52 minutes
- Dates de première diffusion : 15 février 1975

## Distribution
- Paul Guers : Vincent Mesmin, le père
- William Coryn : Jean-Philippe Mesmin, le fils
- Marina Vlady : Pauline, la dame en blanc
- Catherine Frot : Béatrice, la fille de Pauline
- Andrée Tainsy : Gabrielle
- Albert Michel : Lucien
- Marie-Laure Beneston : Sophie, l'amie de Jean-Philippe
- Denise Péronne : Mme Ferry
- Jean-Pierre Moulin : Daniel Ackelman
- Claudia Morin : Thérèse Valquier

## Épisodes
Les épisodes, tels qu'ils ont été diffusés en 1975, ne comportaient pas de titre.

## Produits dérivés (France)

### Disques
- 45 tours : Bande originale du feuilleton télévisé (chanté par Marina Vlady).

### DVD
- Les Charmes de l'été ; Éditions Koba Films ; 10 mai 2017 ;  (EAN 3344428067762)

## Commentaire
Ce feuilleton, dont les scènes avec Marina Vlady sont réalisées dans le style flou et vaporeux du photographe David Hamilton, alors très en vogue, voit Catherine Frot faire ses débuts.

### Ouvrages
source utilisée pour la rédaction de cet article
- Jean-Jacques Jelot-Blanc, 30 ans de séries et de feuilletons à la T.V., Pac, 1985 (ISBN 2853362418)